# Pedro Nájera
Pedro Pacheco Nájera (Città del Messico, 3 febbraio 1929 – Cuernavaca, 22 agosto 2020) è stato un calciatore messicano, di ruolo centrocampista.

## Carriera
Con la Nazionale messicana prese parte ai Mondiali 1962.